# 古市場村 (島根県)
古市場村（ふるいちばむら）は、島根県那賀郡にあった村。現在の浜田市の一部にあたる。

## 地理
三隅川の下流域の左岸に位置していた。

## 歴史
- 1889年（明治22年）4月1日、町村制の施行により、那賀郡古市場村が単独で村制施行し、古市場村が発足[1][2]。
- 1910年（明治43年）10月1日 - 那賀郡西湊村と合併し三保村を新設して廃止された[1][2]。

### 地名の由来
かつて市がたっていたことによる。

## 産業
- 農業、漁業[1]。

## 教育
- 1874年（明治7年）- 古市場小学校開校[1]